# Gran Premi de Bèlgica del 2019
El Gran Premi de Bèlgica de Fórmula 1 de la temporada 2019 s'ha disputat al Circuit de Spa-Francorchamps, del 30 d'agost a l'1 de setembre del 2019.

## Qualificació
La qualificació va ser realitzat en el dia 31 d'agost.
| Pos                  | No | Pilot              | Constructor           | Part 1    | Part 2    | Part 3   | Sortida |
| -------------------- | -- | ------------------ | --------------------- | --------- | --------- | -------- | ------- |
| 1                    | 16 | Charles Leclerc    | Ferrari               | 1:43.587  | 1:42.938  | 1:42.519 | 1       |
| 2                    | 5  | Sebastian Vettel   | Ferrari               | 1:44.109  | 1:43.037  | 1:43.267 | 2       |
| 3                    | 44 | Lewis Hamilton     | Mercedes              | 1:45.260  | 1:43.592  | 1:43.282 | 3       |
| 4                    | 77 | Valtteri Bottas    | Mercedes              | 1:45.141  | 1:43.980  | 1:43.415 | 4       |
| 5                    | 33 | Max Verstappen     | Red Bull-Honda        | 1:44.622  | 1:44.132  | 1:43.690 | 5       |
| 6                    | 3  | Daniel Ricciardo   | Renault               | 1:45.560  | 1:44.103  | 1:44.257 | 101     |
| 7                    | 27 | Nico Hülkenberg    | Renault               | 1:45.899  | 1:44.549  | 1:44.542 | 121     |
| 8                    | 7  | Kimi Räikkönen     | Alfa Romeo-Ferrari    | 1:45.842  | 1:44.140  | 1:44.557 | 6       |
| 9                    | 11 | Sergio Pérez       | Racing Point-Mercedes | 1:45.732  | 1:44.707  | 1:44.706 | 7       |
| 10                   | 20 | Kevin Magnussen    | Haas-Ferrari          | 1:45.839  | 1:44.738  | 1:45.086 | 8       |
| 11                   | 8  | Romain Grosjean    | Haas-Ferrari          | 1:45.694  | 1:44.797  |          | 9       |
| 12                   | 4  | Lando Norris       | McLaren-Renault       | 1:46.154  | 1:44.847  |          | 11      |
| 13                   | 18 | Lance Stroll       | Racing Point-Mercedes | 1:46.000  | 1:45.047  |          | 162     |
| 14                   | 23 | Alexander Albon    | Red Bull-Honda        | 1:45.528  | 1:45.799  |          | 172     |
| 15                   | 99 | Antonio Giovinazzi | Alfa Romeo-Ferrari    | 1:45.637  | Sin temps |          | 18      |
| 16                   | 10 | Pierre Gasly       | Toro Rosso-Honda      | 1:46.435  |           |          | 13      |
| 17                   | 55 | Carlos Sainz Jr.   | McLaren-Renault       | 1:46.507  |           |          | 151     |
| 18                   | 26 | Daniïl Kviat       | Toro Rosso-Honda      | 1:46.518  |           |          | 192     |
| 19                   | 63 | George Russell     | Williams-Mercedes     | 1:47.548  |           |          | 14      |
| 107% Temps: 1:50.838 |    |                    |                       |           |           |          |         |
| 20                   | 88 | Robert Kubica      | Williams-Mercedes     | Sin temps |           |          | 203     |
| Font:                |    |                    |                       |           |           |          |         |

Notes
- ^1 Daniel Ricciardo, Nico Hulkenberg i Carlos Sainz seràn penalitzats amb cinc posicions.
- ^2 Lance Stroll, Alexander Albon i DaniÏl Kviat seràn penalizats amb començar des de les últimes posicions de la graella per posar nous components en el seu motor.
- ^3 Robert Kubica va tenir l'autorització per prendre la sortida malgrat de no marcar temps a la Q1.

## Resultats de la Cursa
La cursa va ser realitzat en el dia 1 de setembre.
| Pos                                                                | No | Pilot              | Constructor           | Voltes | Temps / Retirada   | Pos.Sortida | Punts |
| ------------------------------------------------------------------ | -- | ------------------ | --------------------- | ------ | ------------------ | ----------- | ----- |
| 1                                                                  | 16 | Charles Leclerc    | Ferrari               | 44     | 1:23:45.710        | 1           | 25    |
| 2                                                                  | 44 | Lewis Hamilton     | Mercedes              | 44     | +0.981             | 3           | 18    |
| 3                                                                  | 77 | Valtteri Bottas    | Mercedes              | 44     | +12.585            | 4           | 15    |
| 4                                                                  | 5  | Sebastian Vettel   | Ferrari               | 44     | +26.422            | 2           | 12+11 |
| 5                                                                  | 23 | Alexander Albon    | Red Bull-Honda        | 44     | +1:21.325          | 17          | 11    |
| 6                                                                  | 11 | Sergio Pérez       | Racing Point-Mercedes | 44     | +1:24.448          | 7           | 8     |
| 7                                                                  | 26 | Daniïl Kviat       | Toro Rosso-Honda      | 44     | +1:29.657          | 19          | 6     |
| 8                                                                  | 27 | Nico Hülkenberg    | Renault               | 44     | +1:46.639          | 12          | 4     |
| 9                                                                  | 10 | Pierre Gasly       | Toro Rosso-Honda      | 44     | +1:49.168          | 13          | 2     |
| 10                                                                 | 18 | Lance Stroll       | Racing Point-Mercedes | 44     | +1:49.838          | 16          | 1     |
| 11                                                                 | 4  | Lando Norris       | McLaren-Renault       | 43     | Motor              | 11          |       |
| 12                                                                 | 20 | Kevin Magnussen    | Haas-Ferrari          | 43     | +1 volta           | 8           |       |
| 13                                                                 | 8  | Romain Grosjean    | Haas-Ferrari          | 43     | +1 volta           | 9           |       |
| 14                                                                 | 3  | Daniel Ricciardo   | Renault               | 43     | +1 volta           | 10          |       |
| 15                                                                 | 63 | George Russell     | Williams-Mercedes     | 43     | +1 volta           | 14          |       |
| 16                                                                 | 7  | Kimi Räikkönen     | Alfa Romeo-Ferrari    | 43     | +1 volta           | 6           |       |
| 17                                                                 | 88 | Robert Kubica      | Williams-Mercedes     | 43     | +1 volta           | 20          |       |
| 18                                                                 | 99 | Antonio Giovinazzi | Alfa Romeo-Ferrari    | 42     | Accident           | 18          |       |
| 19                                                                 | 55 | Carlos Sainz Jr.   | McLaren-Renault       | 1      | Perdua de Potència | 15          |       |
| Ret                                                                | 33 | Max Verstappen     | Red Bull-Honda        | 0      | Col·lisió          | 5           |       |
| Volta ràpida: Sebastian Vettel (Ferrari) — 1:46.409 (en el lap 36) |    |                    |                       |        |                    |             |       |
| Font:                                                              |    |                    |                       |        |                    |             |       |

## Classificació després de la Cursa
| Pos. | Pilot            | Punts | Canvis |
| ---- | ---------------- | ----- | ------ |
| 1    | Lewis Hamilton   | 268   | =      |
| 2    | Valtteri Bottas  | 203   | =      |
| 3    | Max Verstappen   | 181   | =      |
| 4    | Sebastian Vettel | 169   | =      |
| 5    | Charles Leclerc  | 158   | =      |

| Pos. | Constructor      | Punts | Canvis |
| ---- | ---------------- | ----- | ------ |
| 1    | Mercedes         | 471   | =      |
| 2    | Ferrari          | 326   | =      |
| 3    | Red Bull-Honda   | 254   | =      |
| 4    | McLaren-Renault  | 82    | =      |
| 5    | Toro Rosso-Honda | 51    | =      |